# Rogerio Benjamin De Oliveira
Rogerio Benjamin de Oliveira (Campinas, 28 juni 1978) – alias Rogério [uitspraak: rɔ'dʒɛːrju] – is een Braziliaans voormalig betaald voetballer die doorgaans als spelmaker op het middenveld speelde dan wel als flankspeler op rechts of op links, daar hij tweevoetig was. 

## Carrière
Rogério kwam in 1995 bij Eendracht Denderhoutem terecht. In 1998 verhuisde hij naar KRC Genk, waar hij 34 wedstrijden speelde en mee landskampioen werd. Daarna speelde hij voor reeksgenoten KFC Verbroedering Geel, Eendracht Aalst en La Louvière. In 2006 kwam hij een half jaar uit voor Hapoel Beër Sjeva. Na 2006 speelde Rogério niet meer op professioneel niveau, wel kwam hij tot 2010 uit in de nationale reeksen. Ook in 2012/13 speelde hij voor een club in de nationale reeksen. Wanneer Rogério exact stopte met voetballen is niet bekend, wel weten we dat dit voor (of in) 2016 was. Tegenwoordig speelt hij nog mee bij het veteranenelftal van Londerzeel SK.